# Прирітник
Прирітник (Platysteira) — рід горобцеподібних птахів прирітникових (Platysteiridae). Містить 11 видів. Поширені в Африці.

## Види
- Прирітник чорногорлий, Platysteira peltata
- Platysteira chalybea
- Прирітник камерунський, Platysteira laticincta
- Прирітка білошия, Platysteira castanea
- Platysteira hormophora
- Прирітник рубіновобровий, Platysteira cyanea
- Platysteira jamesoni
- Прирітка біловола, Platysteira blissetti
- Прирітник мангровий, Platysteira albifrons
- Прирітка рогоока, Platysteira tonsa
- Прирітка жовточерева, Platysteira concreta